# Creu dels Caputxins
La Creu dels Caputxins és una creu de terme del municipi de Martorell (Baix Llobregat) inclosa en l'Inventari del Patrimoni Arquitectònic de Catalunya.

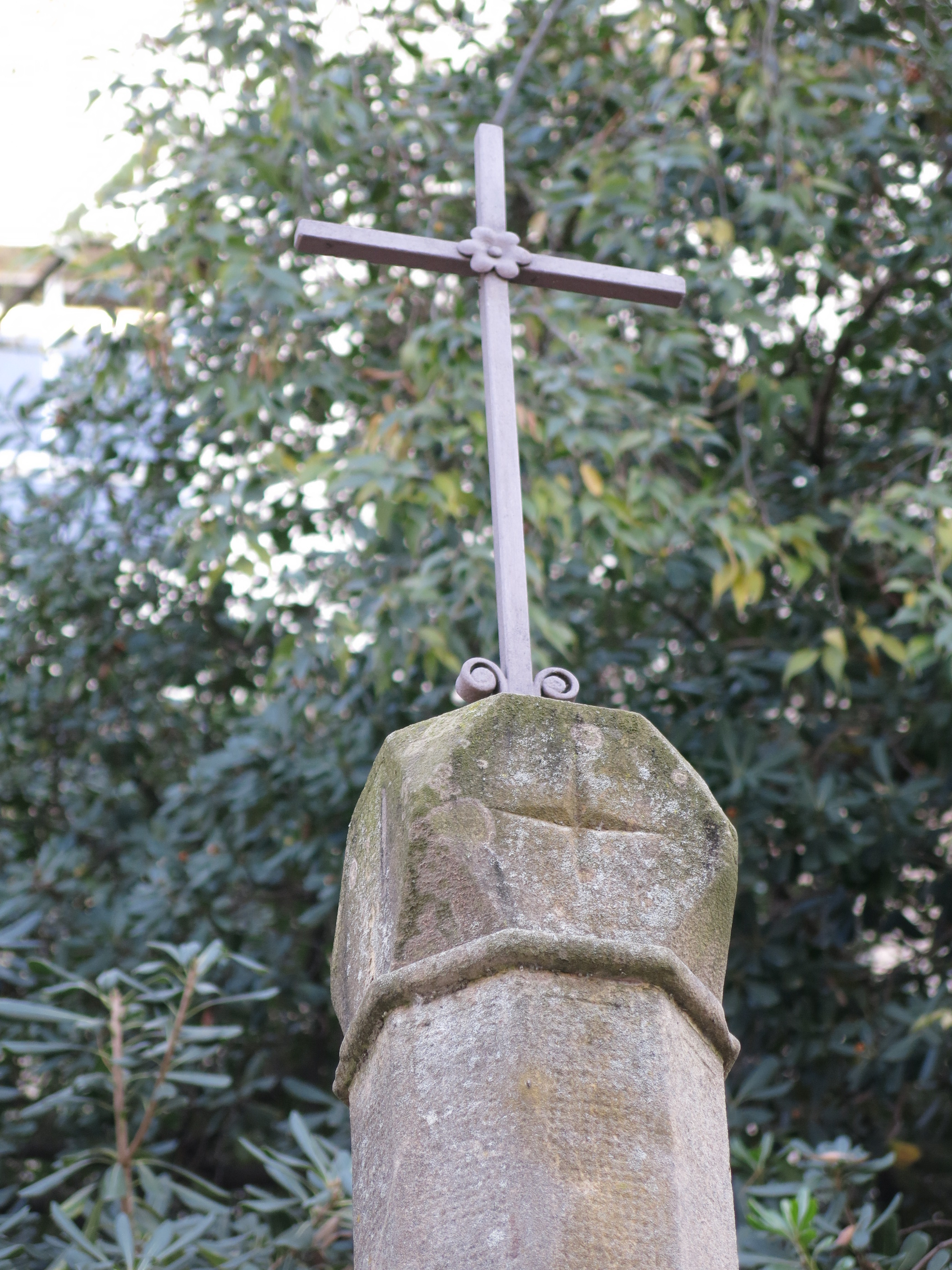
Detall de la creu

## Descripció
De la primitiva creu situada a l'entrada de l'antic convent del Caputxins només en resta la base formada per una roca de pinyolenc lleugerament desbastada, de forma troncocònica. El conjunt actual correspon a una restauració de l'any 1968. Així, la columna és de pedra, de perfil sisavat i, la magolla presenta forma de tulipa de vuit pètals de la qual emergeix la creu. Aquesta presenta els extrems rectes i la secció dels braços hexagonal.

## Història
És una creu situada a l'entrada de l'antic recinte del convent dels Caputxins, obra del segle xvii. Seguint les prescripcions d'austeritat dels caputxins, la creu original era de fusta. D'aquesta n'hi ha constància en una visita de l'any 1895 realitzada al convent pel canonge Barraquer. Malgrat tot una fotografia de l'any 1913, confirma que la creu ja no existeix doncs probablement va ser destruïda en els fets de la setmana tràgica de 1909. La creu actual està muntada sobre la base de l'antiga i va ser restaurada l'any 1968, segons un disseny de l'artista local Jaume Amat (1924). El projecte es va executar a les pedreres de Sant Vicenç de Castellet i va ser costejat pels "quintos" de la lleva de 1964. La creu, que tenia un crucifix de bronze procedent de l'antiga tomba dels caputxins, va desaparèixer en un acte vandàlic perpetrat la nit del 31 de desembre de 2002 i posteriorment reposada de nou.